# Hong Kong Disneyland
A Hong Kong Disneyland (hagyományos kínai: 香港迪士尼樂園) egy hongkongi témapark, mely a Hong Kong Disneyland Resort területén, Lánthau-szigeten fekszik. 2005. szeptember 12-én nyitották meg a látogatók előtt. A Disney igyekezett elkerülni a kulturális ellentétekből adódó problémákat, így a park építésekor igyekeztek a helyi kultúrának, szokásoknak és hagyományoknak megfelelő elemeket alkalmazni, beleértve a feng shui szabályainak figyelembevételét is.
A park hat területe a Main Street, U.S.A., a Fantasyland, az Adventureland, a Tomorrowland, a Grizzly Gulch és a Toy Story Land. A személyzet kantoni, angol és mandarin nyelven beszél, a terület térképét hagyományos és egyszerűsített kínai, angol, francia és japán nyelven készítették el.
A park napi befogadóképessége 34 000 látogató, mely a többi Disneylandhez képest a legalacsonyabb. Megnyitásának első évében 5,2 millió látogatót vonzott, ami a megcélzott 5,6 millióhoz képest kevesebb. A második évben 20%-kal csökkent a látogatószám, ami a helyi törvényhozók kritikáját váltotta ki. 2007-től növekedés mutatkozott a parkba látogatók számát tekintve, megnyitása óta összesen 25 millióan léptek be a hongkongi Disneylandbe. Az AECOM és a TEA adatai szerint a park a világ 15. leglátogatottabb témaparkja volt 2011-ben 5,9 milliónyi látogatójával.
A park 22,4 hektáron terül el, mely további öt hektárral fog növekedni, amikor három új terület építése befejeződik. A bővítés után évi 8-9 millió látogatót képes fogadni a park, majd egy 15 éves bővítési periódust követően 10 milliót.